# Ponti
Ponti, (Póit en piemontès) és un municipi situat al territori de la província d'Alessandria, a la regió del Piemont (Itàlia).
Limita amb els municipis de Bistagno, Castelletto d'Erro, Denice, Monastero Bormida, Montechiaro d'Acqui i Sessame.